# 2005年中國國民黨和平之旅
2005年中國國民黨和平之旅，指時任中國國民黨主席連戰於2005年4月26日至5月3日間到中国大陆進行的私人參訪活動。連戰與時任中共中央总书记胡锦涛在北京市人民大会堂進行會談，並達成五點共識，同意在九二共識上推動兩岸談判。這是自第二次国共内战以来，國共兩黨之間首次最高層次的會晤。連戰成為1949年后第一位踏上中國大陸的中國國民黨最高領導人。

## 背景
1987年，蔣經國政府開放兩岸探親，台湾人士访问大陆成为常见现象。日后担任中華民國總統的陳水扁、蔡英文，中華民國副總統的呂秀蓮均在1990年代访问过大陆。但台湾政治人物以高阶公职、党职身份访问大陆，仍受限于两岸政治现状、《兩岸人民關係條例》等诸多因素。2001年，前行政院院長、时任中國國民黨副主席蕭萬長计划访问大陆，即经过行政院审查与沟通。
中国国民党在2005年初提出预备将在年内首先由一位副主席訪問中國大陸，以开启海峡两岸的谈判大门，而主席连战本人也很早就有意愿访问中國大陸（国民党原先规划在2004年中华民国总统大选结束、連宋当选后，将由連戰以總統當選人身份在正式就职前访问中國大陸，但后因敗選未能成行）。
前中国国民党副主席江丙坤于2005年3月28日率访问团抵达广州，开始被称为“破冰之旅”的中国大陸之行。3月30日晨，江丙坤一行在南京拜谒了中山陵，随后动身前往北京，同时任中共中央政治局常委、全国政协主席贾庆林会晤。会晤中贾庆林转达了胡锦涛总书记对中国国民党主席连战造访中国大陸的邀请。4月1日正在日本参观爱知世博会的连战接受贾庆林代表胡锦涛提出的邀请，准备前往中国大陸访问。
由于中国大陆政府对江丙坤一行高规格的接待以及其高姿态地邀请连战访问，再加上亲民党主席宋楚瑜预定5月初代表中華民國總統陳水扁访问中国大陸，连战访问中國大陸的日期也从原定的5月中旬提前到4月底。对于連戰的訪問，中国大陸民众普遍表示欢迎，海外華人華僑团体亦有赞赏及反對兩派意見對立。在台湾，民众对连战的访问依然主要以统独意识形态明显划分，大多数泛蓝群众表示支持，而大多数泛绿选民则不满连战的访问。

## 经过

### 中正國際機場
连战一行近70人于2005年4月26日由台北启程，展开为期八天的“和平之旅”。当日晨，逾千人聚集中正國際機場，反對者與支持者爆發嚴重的肢體衝突，多人流血受伤。中国大陸媒体在做報導的时候，将中正机场稱为桃园机场（2006年10月中華民國才将该机场改名為桃園機場）。
當天早上泛藍支持者竹聯幫 西堂成員著黑衣首先於中山足球場北側破壞抗議人士準備搭乘前往機場的巴士。稍後，連戰赴機場途中，遭到由史明策劃的四輛計程車前後包抄，貼車阻擋，後來仰賴隨扈駕車反擋，連戰才得脫困。
在第二航廈，六時左右，第一批人馬泛藍支持者抵達，他們穿國旗裝、持中華民國國旗，要為連戰送行；接著陸陸續續有人趕到，總數約八十多人，進入出境大廳內。近上午八時，泛藍人馬將近千人抵達機場，多數被阻擋在航站大廳外，同時王世堅帶領七、八百名綠營群眾及大批旗幟，趁停車場入口警力微薄之際，進入第二航廈內。十時卅分，竹聯幫前虎堂堂主朱家訓突然現身，身後跟隨著卅餘名染髮、黑衣，年約十八、九歲的青少年加入泛藍人馬夾道鼓掌、歡呼，朱家訓率領這批黑衣部隊自北側的安全門進入，門口的員警以為綠營都已散去，遂任由他們進入，結果造成多人被害。雙方爆發十五波以上的大小衝突，以事前準備的關刀、彈弓、空藥酒玻璃瓶、石頭、鞭炮、甘蔗、雞蛋等物品互相攻擊，造成多人受傷，以及多家機場商店、航空公司櫃臺被迫關閉。事後藍綠雙方都有多人被移送法辦。
帶領泛綠的台聯立委羅志明、民進黨立委王世堅、徐國勇、林國慶、潘孟安、臺南市議員王定宇、政論節目主持人汪笨湖、建國黨外圍團體台灣捍衛隊成員黃明財等人，則以妨害公務罪嫌移送法辦。
泛藍支持群眾則由愛國同心會、新黨主席郁慕明、台北縣議員金介壽等人帶領，群眾中也有黑道背景的黑衣部隊。而後也的確出現暴力衝突，造成多人重傷送醫。而當天揚言「血債血償」並與警方發生衝撞的郁慕明、新黨秘書長等人帶領。李勝峰、前竹聯幫虎鳳隊隊長王蘭等人也依妨害公務罪嫌函送法辦。
在機場外，由台獨大老史明所發動的泛綠群眾也利用許多計程車在高速公路上，試圖包夾連戰座車以阻礙登機，但隨後遭到警方驅離。史明等人之後又在機場大廳違法點燃鞭炮，事後已移送法辦。
由於航警局處理不當，放縱兩派抗議群眾進入機場大廳，警力調派不當、又未逮捕現行犯。局長陳瑞添當晚隨即遭到撤換，內政部部長蘇嘉全口頭請辭、次長林永堅辭職獲准。

### 南京

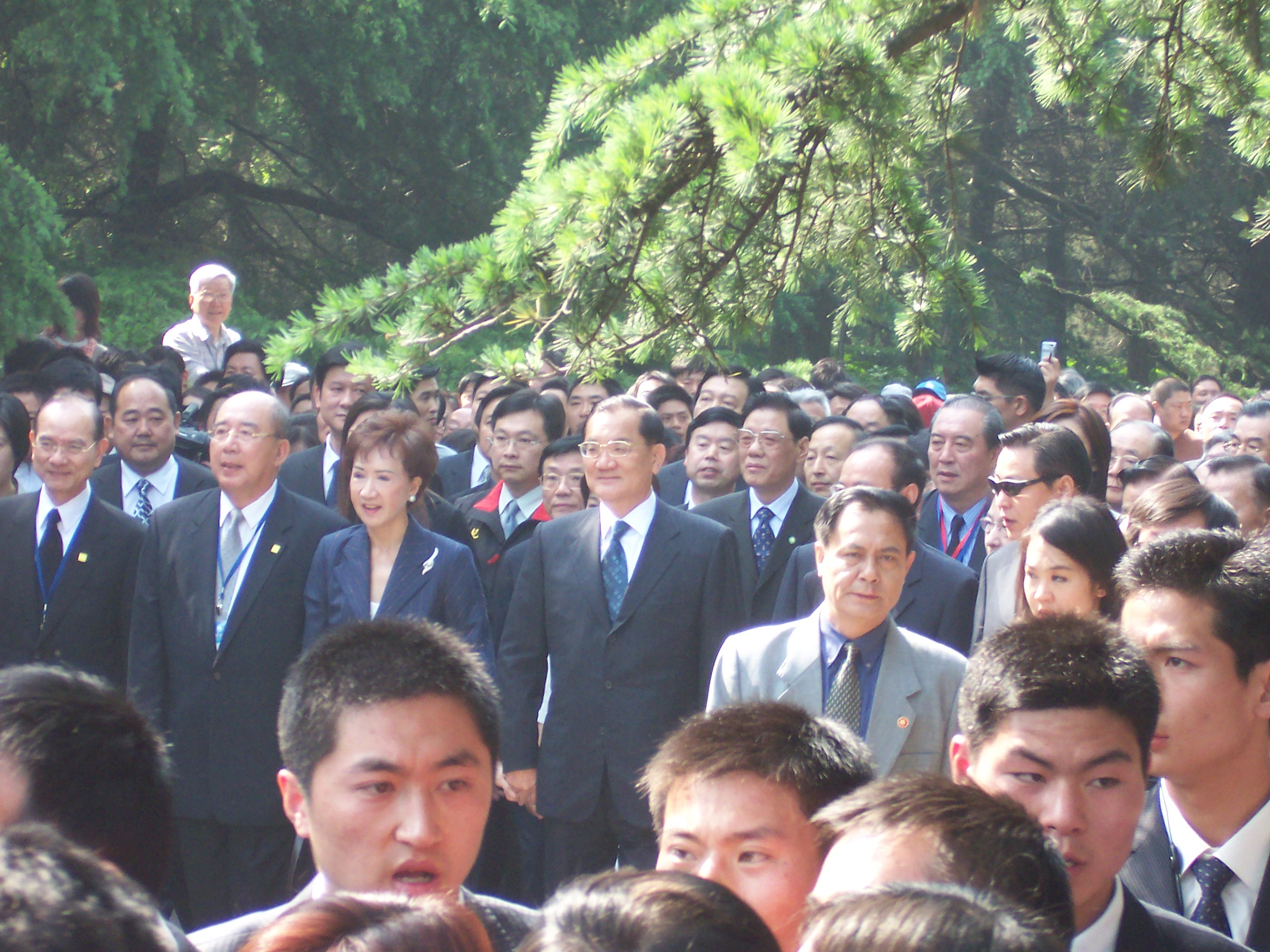
国民党大陸访问团在南京敬谒中山陵

访问团上午在香港转机，受到香港中聯辦主任高祀仁率團接机欢迎，随后搭乘中国东方航空公司专机前往南京。
连战同访问团于4月26日16时40分左右包机抵达南京禄口国际机场，同行有中国国民党副主席江丙坤、吴伯雄、林澄枝、秘书长林丰正等。中共中央台办主任陈云林等在机场迎接。连战随后在停机坪上发表简短演说，连战称抵达后“有一种相见恨晚的感觉”。是夜，连战一行接受江苏省领导宴请，并下榻金陵饭店。当日，大批南京市民自发上街对连战来访夹道欢迎。
4月27日8时50分，连战一行人抵达中山陵，中山陵还特意为国民党参访团开启了中间的大门，但并没有限制其他游客的正常游览。在众多特意赶来的当地民众与国际媒体记者的簇拥下开始举行拜谒仪式。连战随后在现场发表讲话，表示自己是以“庄严虔敬”的心情前来向创党总理孙中山先生致意；他提到目前两岸关系严峻，但又以孙中山的遗言来勉励大家“不要忘记和平、奋斗，救中国”，“做一个扬眉吐气的中华民族”，并为中山陵题词“中山美陵”。连战是56年来首位拜谒中山陵的国民党主席。
同日，连战一行还参观了明孝陵、原国民政府总统府、南京天妃宫和夫子庙。
4月28日上午，连战一行离开南京，乘机前往北京。

### 北京
连战一行4月28日中午抵达北京，在北京首都国际机场发表了演讲，随后即与中共中央台办在钓鱼台国宾馆举行了工作会谈。下午，连战一行来到北京故宫博物院参观，据现场一位从事外事工作多年的工作人员介绍，类似当日清场的举措属故宫近年难见的高规格接待。中共中央政治局常委、全国政协主席贾庆林在17时30分左右，于人民大会堂会见了连战一行。随后访问团来到老舍茶馆欣赏戏曲演出。
4月29日10时左右，连战在北京大学行政楼礼堂发表演说并回答师生提问。然後連戰在此次演說中曾提到胡適先生和前臺灣大學校長傅斯年等人當年都是北大出身，再到臺大任職，傳播自由主義的思想，「所以，簡單地來講，自由的思想，北大、台大系出同源，可以說是一脈相傳，尤其在中国，可以說是歷史上的一個自由的堡壘，隔了一個海峽，相互輝映」。但是這樣的說法卻激起了臺灣大學反對學生的不滿，他們認為胡適及傅斯年當年皆堅決反對共產主義，維護學術自由，兩校並不能相提並論，並持續在校門口抗議。

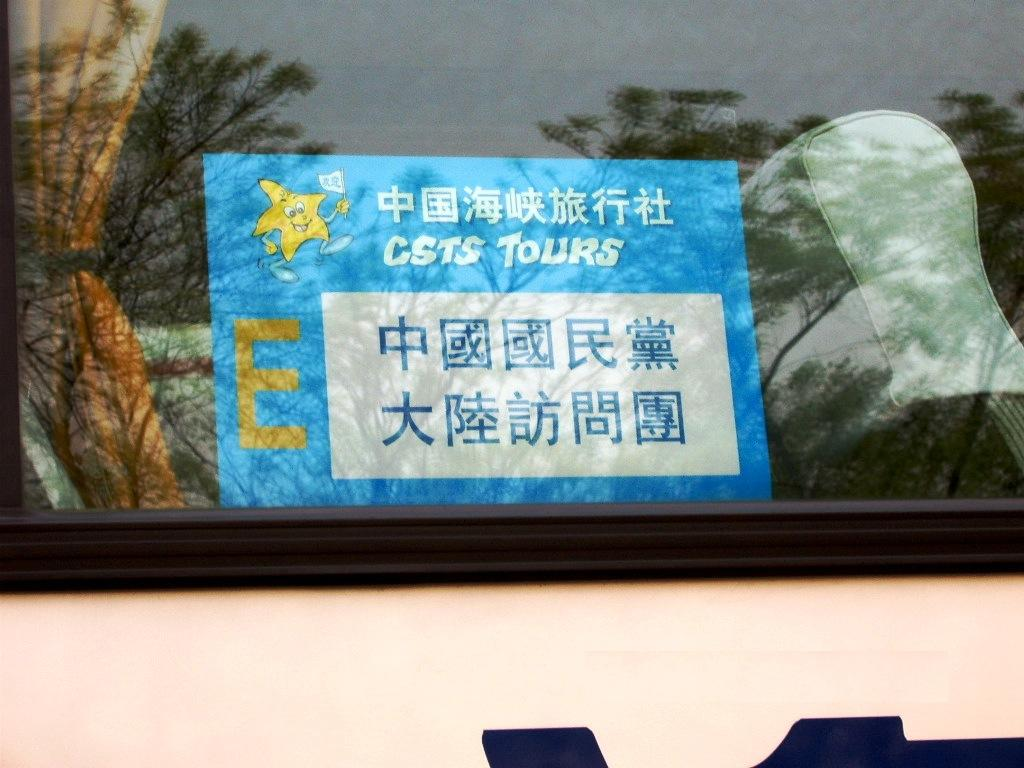
中國國民黨访问团在北京乘坐的旅遊車标签（2005年4月29日14:00左右摄于人民大会堂）

連戰随后参观了学校，以及其母昔日就读燕京大学的宿舍楼。15时，连战与中共中央总书记胡锦涛在人民大会堂北大厅进行历史性会见，随后至福建厅举行会晤。这是自1945年之后，国共两党领导人首次会晤。17时30分左右，在北京饭店举行“中国国民党连战主席和平之旅记者会”，會後為規避法律責任，由国民党文传会主任委員张荣恭以「新聞公報」的形式，指出两党达成的五点共识：
一、在认同“九二共识”的基础上促进恢复两岸谈判；
二、促进终止敌对状态，达成和平协议；
三、促进两岸在经贸交流和共同打击犯罪等方面建立合作机制，推进双向直航、三通和农业交流；
四、促进扩大台湾国际空间的谈判；
五、建立国共两党定期沟通平台。
之后连战接受了媒体记者采访。
当晚，连战临时改变计划，再度同胡锦涛进行会面，据称是胡锦涛邀请在京最后一夜的连战一叙，并未谈及政治话题。

### 西安
4月30日11时25分，访问团飞抵西安咸阳国际机场，开始了连战首次重返出生地西安之行。随同访问的有中共中央台办常务副主任李炳才、中共中央台办副局长何建华、李维一等。陕西省委副书记杨永茂，省委常委、秘书长李希等到机场迎接。到机场欢迎国民党访问团的还有在西安的20多名台商，以及为连战夫妇献花的后宰门小学学生。
下午3时，连战重返阔别60余年的小学母校北新街小学（现名后宰门小学）参观并发表讲话、观看“小学长”的演出（《陽光、校園、童年》）。随后向该校捐赠《台湾通史》等礼物并为校图书馆捐款。后宰门小学则向连战赠送了一幅由学生们制作的长卷画幅《长安自古多名士、江南春暮隐奇贤》。
连战结束对母校访问之后，一行人乘车前往位于临潼的秦始皇兵马俑博物馆参观。博物馆安排了盛大的解說團隊，一切比照元首規格，特准連戰親手觸碰兵馬俑，還預先遞上擦手毛巾，但連戰並未伸手摸兵馬俑。博物馆向连战赠送了出土于秦始皇帝陵兵马俑一号坑的席纹印迹土块。连战则为博物馆题词「遊秦塚而憫萬民，跨兩岸為創雙贏」。
当晚，中共陕西省委书记李建国在大唐芙蓉园以仿唐御宴招待连战访问团，李建国向连战与访问团赠送了碑林的拓片集和青铜器“轩辕圣土簋”，连战亦回赠台湾琉璃名家王侠军制作的工艺品“生生不息”等。随后，连战和访问团在凤鸣九天剧院观看了再现唐朝盛世气象的“梦回大唐”大型歌舞表演。
5月1日上午连战及家人、中国国民党中國大陸访问团赴西安连战祖母的墓地祭扫，并在近旁清凉寺上香。

### 上海
5月1日17时，连战按预期准时飞抵上海浦东国际机场。
5月2日上午，连战取消原定登临“东方明珠广播电视塔”的行程在上海香格里拉饭店召开“中国国民党连战主席和平之旅记者会”。随后赴锦江小礼堂拜会汪道涵。晚9时游览新天地，并于其后乘上海风采号游船观赏浦江夜景。
5月3日下午1点，连战乘坐上海磁浮示范运营线抵上海浦东国际机场，搭机经由香港返台。
5月4日上午10点，连战在台北举行記者会。

## 各方反应

### 對於連戰此次訪問的觀點

#### 中立
陈水扁（時任中华民国总统）：
祝福连战，连战谨守际份，对话的大门始终敞开。5月3日，陈水扁总统在太平洋地区邦交国访问时表示：“如果两岸和平是一出戏的话，连戰出访大陸仅仅是序曲，主戏还没有上演。”，在連戰出訪大陸結束後，親民黨主席宋楚瑜也有意出訪，於是宋楚瑜主動去拜訪陳水扁总统，並由陳水扁总统授權，代表政府出訪大陸。同日，他还正式表示“希望大陸领导人胡锦涛能到台湾来走走看看”。

## 相關事件

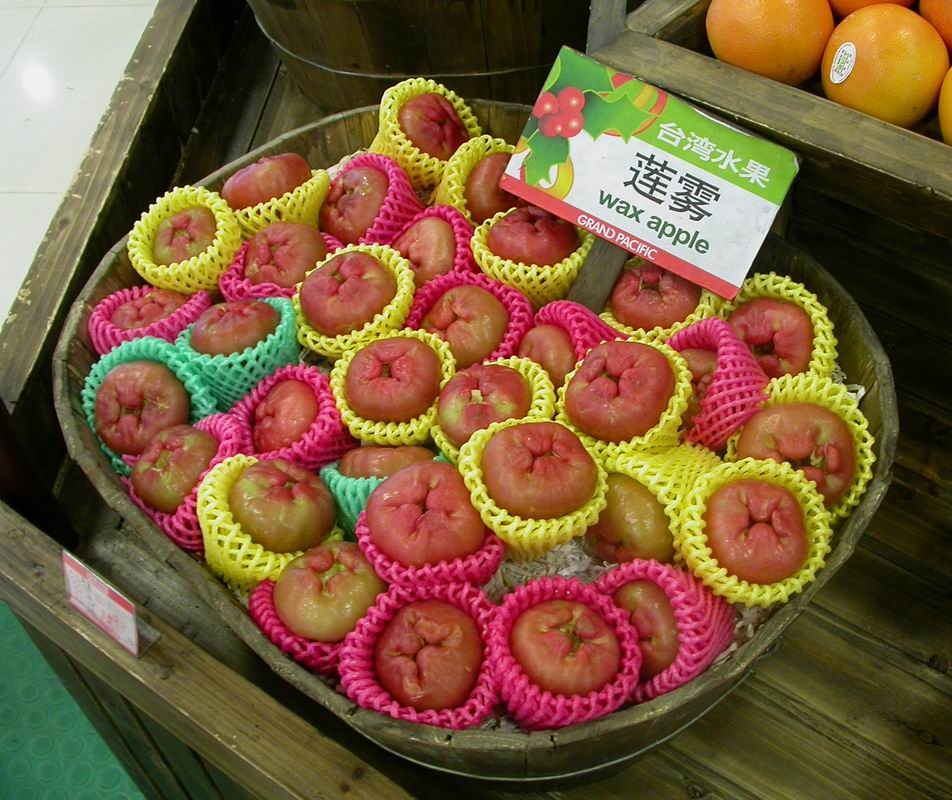
和平之旅后登陆的台湾莲雾

2005年4月30日，重慶人士許萬平遭民警逮捕。許萬平曾參與聯署致中國國民黨主席連戰公開信、呼籲連戰到中國大陸開拓民主政治，讓三民主義重返中國大陸，與中國共產黨民主競爭。除了許萬平外，也有其他涉及此事的相關人士被逮捕，或是不同程度地受到中華人民共和國公安機關警告。這些人以「中國泛藍聯盟」、「中國國民黨精神黨員」的身份，推薦連戰和馬英九為中國國民黨參加聯邦中國正、副總統候選人參與全中國總統大選。